# Wansbeck
Wansbeck è stato un distretto locale del Northumberland, Inghilterra, Regno Unito, con sede ad Ashington.
Il distretto fu creato con il Local Government Act 1972, il 1º aprile, 1974 dalla fusione dei distretti urbani di Ashington, Bedlingtonshire e Newbiggin-by-the-Sea. Nel 2009 il distretto è stato soppresso con la trasformazione in autorità unitaria dell'intero territorio del Northumberland.

## Località
- Ashington
- Bedlington
- Newbiggin-by-the-Sea